# Weißlippenhirsch

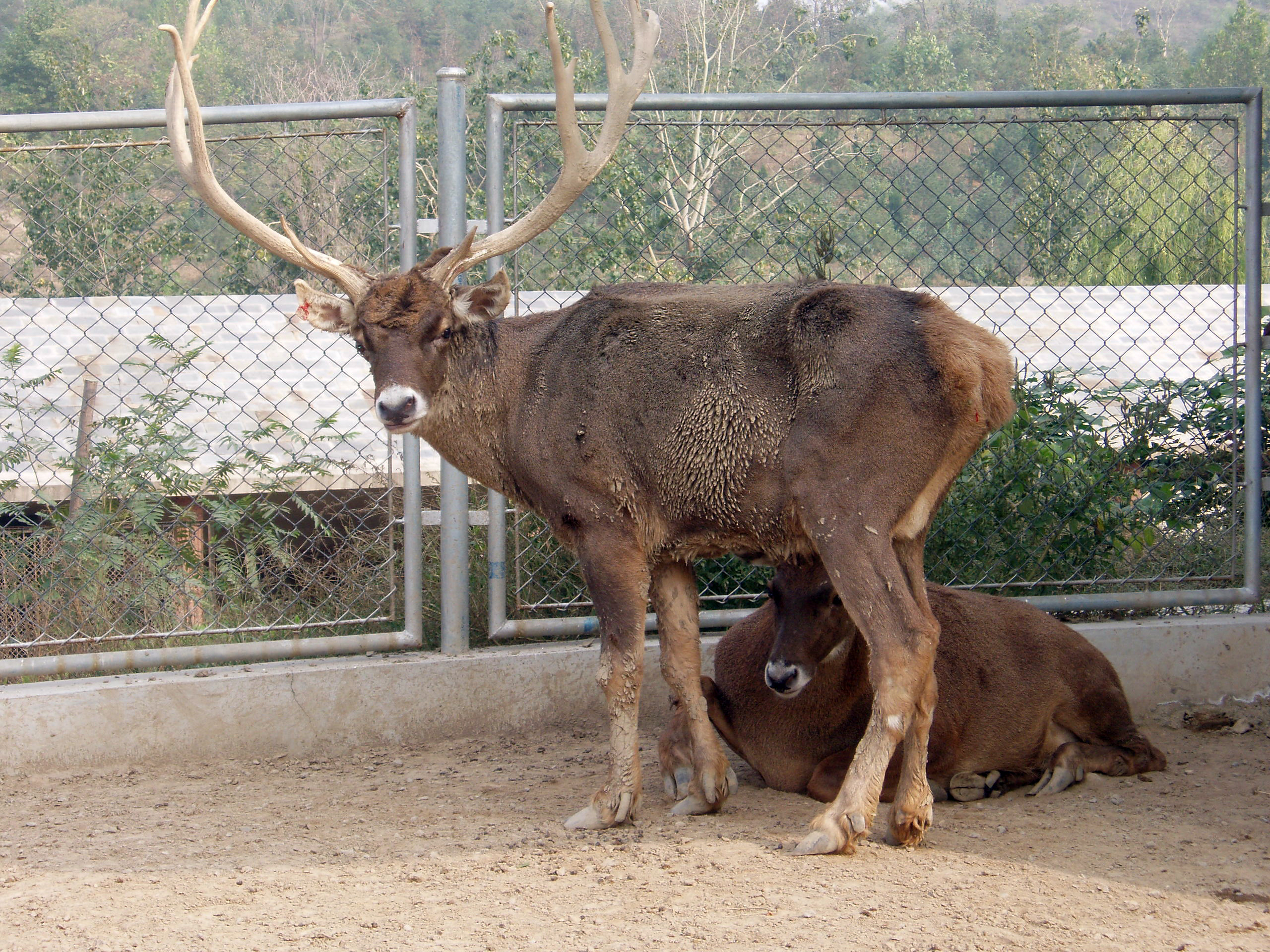
Ein Paar Weißlippenhirsche

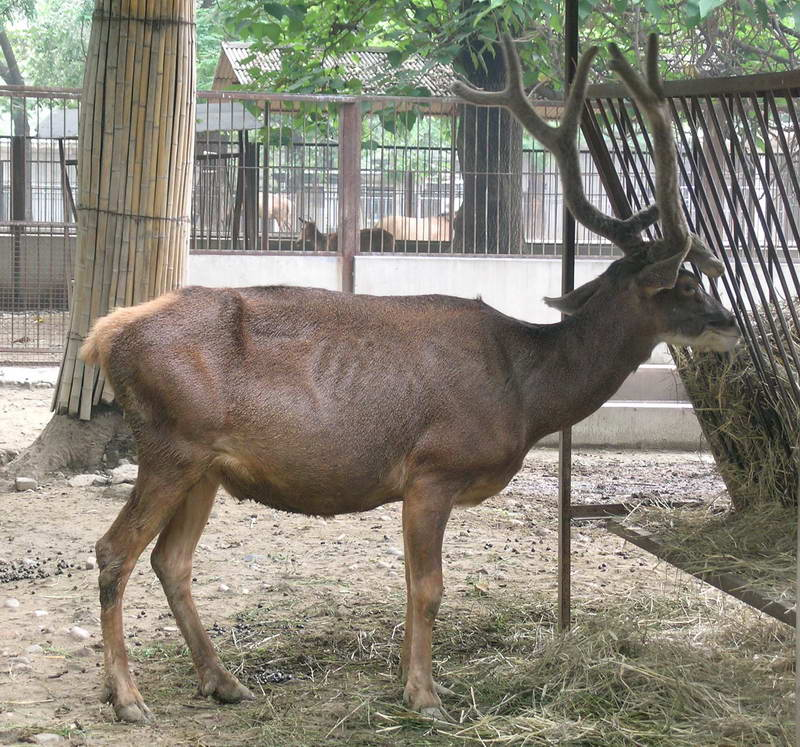
Männchen im Zoo von Peking

Der Weißlippenhirsch (Cervus albirostris, Syn.: Przewalskium albirostris) ist eine Säugetierart aus der Familie der Hirsche (Cervidae). Er lebt im Hochland von Tibet und ist damit die Hirschart mit der höchsten Höhenverbreitung. Er ist durch mehrere Merkmale an ein Leben in einem Lebensraum angepasst, in dem er zum Teil weniger als zwölf frostfreie Tage im Jahr erlebt.

## Merkmale
Der Weißlippenhirsch gehört zu den größten Hirscharten, er ist deutlich größer als beispielsweise der Rothirsch. Er erreicht nämlich eine Kopf-Rumpf-Länge von bis zu 2,30 Metern. Der Schwanz misst durchschnittlich 13 Zentimeter. Die Schulterhöhe der Männchen kann bis zu 1,30 Meter betragen und ihr Gewicht bis zu 204 Kilogramm. Der Sexualdimorphismus ist sehr ausgeprägt; die Weibchen sind deutlich kleiner und wiegen durchschnittlich 125 Kilogramm.
Das Fell der Weißlippenhirsche ist im Sommer braun gefärbt und kurz, das Winterfell ist eher gräulich und deutlich länger. Die hellere Farbe des Winterhaarkleids ist möglicherweise darauf zurückzuführen, dass es länger getragen wird und deswegen stärker ausbleicht als das Sommerhaarkleid. Die Haare des Winterhaarkleids sind lang und wellig und weist dichte Wollhaare auf. Namensgebend sind die weißlichen Haare rund um die Nase und am Kinn. Mehrere Merkmale unterscheiden den Weißlippenhirsch von anderen Hirschen: Auffallend sind die Hufe, die hoch und breit sind und sich von denen aller anderen Hirsche deutlich abheben. Sie sind eine Adaption an den felsigen Lebensraum des Weißlippenhirsch und ermöglichen ihm, über Felsen zu klettern. Weißlippenhirsche sind auch die einzigen Hirsche, bei denen die Haare auf dem Widerrist nach vorne weisen, was den Eindruck erweckt, diese Art hätte einen kleinen Buckel. Die Läufe sind außerdem kürzer und dicker als die der Hirsche, die in tieferen und ebeneren Regionen leben. Das große Geweih, das wie bei fast allen Hirschen nur die Männchen tragen, weist fünf Enden auf. Die Geweihstangen können eine Länge von 1,4 Meter erreichen. Da es in ihrem Lebensraum meist an Pflanzen fehlt, an dem sie ihre Geweihe fegen können, sind diese zum Teil nicht durch Pflanzensäfte dunkel gefärbt wie dies beispielsweise beim Rothirsch der Fall ist. Typischerweise ist das Geweih bei dieser Art sehr hell und an den Spitzen fast weißlich.

## Fortbewegung und Sinne
Weißlippenhirsche sind in der Lage, bis zu 56 km/h schnell zu galoppieren. Sie halten diese Geschwindigkeit jedoch nicht lange durch. Gewöhnlich ziehen sie langsam zu ihren Äsungsplätzen. Der Gesichtssinn spielt bei ihnen bei der Erkennung von Gefahren eine größere Rolle als der Hörsinn; In ihrem Lebensraum ist das Geräusch fallender Steine zu häufig als das dieses ihnen Gefahr signalisieren könnte. Sie reagieren daher auf solche Geräusche kaum. In der innerartlichen Kommunikation spielen Lautäußerungen dagegen eine große Rolle. Die Männchen lassen während der Brunft ein weit zu vernehmendes Röhren hören. Der Schrecklaut der Weibchen ist ein hohes Bellen. Kälber rufen hell gellend nach ihren Muttertieren.

## Verbreitung und Lebensraum

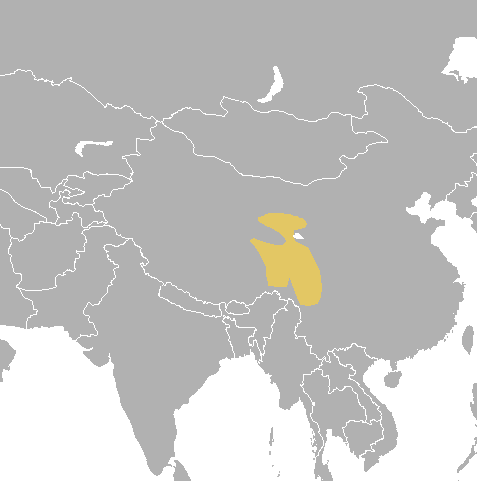
Das Verbreitungsgebiet des Weißlippenhirschs

Das Verbreitungsgebiet der Weißlippenhirsche umfasst das östliche Tibet und Teile der angrenzenden chinesischen Provinzen von Gansu bis Sichuan. Ihr Lebensraum sind sowohl Nadelwälder als auch Gebiete oberhalb der Baumgrenze in Höhen von 3400 bis 5100 Metern.

## Lebensweise
Diese Hirsche sind ausgesprochen geschickte Kletterer. Sie leben in Gruppen, oft sind dies reine Männchen- beziehungsweise reine Weibchengruppen mit ihrem Nachwuchs. Während der Paarungszeit werden die Männchen aggressiver gegeneinander, sie führen dann eher ein einzelgängerisches Leben und kämpfen mit ihrem Geweih um das Paarungsvorrecht. Die Nahrung dieser Hirsche besteht hauptsächlich aus Gräsern. Sie suchen vor allem in der Morgen- und Abenddämmerung. Sie sind während der Nahrungssuche häufig mit dem Argali vergesellschaftet, der größten Art der Wildschafe. Während des Winterhalbjahrs wandern Weißlippenhirsche in niedrigere Höhenlagen oder halten sich an exponierten Hängen auf, wo der Wind die Bildung tiefer Schneelagen verhindert. Die Feistzeit vor der Brunft ist für diese Hirschart besonders bedeutsam, weil sie sich in dieser Zeit die Fettreserven anfressen, die sie benötigen, um über das Winterhalbjahr zu kommen.

## Fortpflanzung
Während der Brunftzeit forkeln die Männchen mit ihrem Geweih den Boden. Sie scharren außerdem in Brunftkuhlen, in die sie urinieren und in denen sie sich anschließend suhlen. Kämpfe zwischen den Männchen kommen verhältnismäßig selten vor; das Imponiergehabe der Hirsche ist bereits ausreichend, um eine Rangordnung zu etablieren.
Die Paarungszeit liegt im Oktober, nach rund 220- bis 230-tägiger Tragzeit bringt das Weibchen im Mai oder Juni meist ein einzelnes Jungtier zur Welt. Das Geburtsgewicht dieser Kälber liegt bei 8,1 bis 8,6 Kilogramm. Die Kälber suchen gewöhnlich im Gras Deckung, wo sie eingerollt liegen. Das Muttertier bleibt in ihrer Nähe und steht gewöhnlich etwas höher am Hang. Drei bis vier Mal werden sie am Tag gesäugt. Im Alter von etwa zwei Wochen sind die Kälber in der Lage, dem Muttertier zu folgen. Das Muttertier schließt sich dann häufig mit anderen Kälber führenden Weibchen zusammen.  Sie werden mit rund 10 Monaten entwöhnt und erreichen mit 1,5 bis 2,5 Jahren die Geschlechtsreife.
In Gefangenschaft gehaltene Weißlippenhirsche erreichten ein Alter von bis zu 19 Jahren. Weißlippenhirsche begegnen in ihrem Lebensraum nur wenigen Fressfeinden. Der Schneeleopard und der Wolf sind die einzigen Fressfeinde, die von Bedeutung sind. Diese beiden Arten sind jedoch im Lebensraum des Weißlippenhirsches selten.

## Systematik
Der Weißlippenhirsch ist eine Art aus der Gattung der Edelhirsche (Cervus). Häufig wird er in die eigenständige Gattung Przewalskium gestellt. Molekulargenetische Untersuchungen ergaben aber, dass er tief in Cervus eingebettet ist. Als nähere Verwandte kommen der Sikahirsch (Cervus nippon) und der Wapiti (Cervus canadensis) in Betracht.

## Bedrohung
Weißlippenhirsche werden wegen ihres Fleisches und wegen ihres Geweihs, das in der chinesischen Medizin eine Rolle spielt, gejagt. Dadurch wurden die Bestandszahlen stark vermindert, liegen aber wegen der Weitläufigkeit des Verbreitungsgebiets nach einer jüngeren Schätzung immer noch bei über 50.000 bis 100.000 Tieren. Die IUCN listet die Art als gefährdet (vulnerable). In China hat man auch begonnen, diese Hirschart in Farmen zu halten, um Fleisch und Bast zu gewinnen. Eine Übernutzung der Äsflächen durch Haustiere stellen eine weitere Gefährdung dieser Art dar, da sie sich negativ auf die Reproduktionsrate dieser Tierart auswirkt.

## Einzelbelege
1. ↑  Rue, S. 57
2. ↑  Rue, S. 57
3. ↑  Rue, S. 57
4. ↑  Rue, S. 57
5. ↑  Rue, S. 58
6. ↑  Rue, S. 58
7. ↑  Rue, S. 58
8. ↑  Colin P. Groves: The genus Cervus in eastern Eurasia. European Journal of Wildlife Research 52 (2), 2006, S, 14–22
9. ↑  Clément Gilbert, Anne Ropiquet und Alexandre Hassanin: Mitochondrial and nuclear phylogenies of Cervidae (Mammalia, Ruminantia): Systematics, morphology, and biogeography. Molecular Phylogenetics and Evolution 40, 2006, S. 101–117
10. ↑  Rue, S. 58